# Geranium filipes
Geranium filipes là một loài thực vật có hoa trong họ Mỏ hạc. Loài này được Killip mô tả khoa học đầu tiên năm 1926.